# Tyndarichus melanacis
Tyndarichus melanacis är en stekelart som först beskrevs av Johan Wilhelm Dalman 1820.  Tyndarichus melanacis ingår i släktet Tyndarichus och familjen sköldlussteklar. Arten är reproducerande i Sverige. Inga underarter finns listade i Catalogue of Life.